# Puntledge River
Puntledge River är ett vattendrag i Kanada.   Det ligger i provinsen British Columbia, i den sydvästra delen av landet, 3 700 km väster om huvudstaden Ottawa.
I omgivningarna runt Puntledge River växer i huvudsak blandskog. Runt Puntledge River är det glesbefolkat, med 14 invånare per kvadratkilometer.